# Régiment des guides de la Garde impériale
Le régiment de guides de la Garde impériale est une unité de cavalerie au sein de la Garde impériale du Second Empire français. Formée en 1853 et dissoute en 1871. Les éléments de se régiment ont fusionnes avec le 9e régiment de hussards.

## Création et différentes dénominations
- 23 octobre 1852 : formation du régiment des guides[1]
- 1er mai 1854 : renommé régiment de guides de la Garde impériale[1]
- 1er avril 1871 : le dépôt fusionne avec le 9e régiment de cavalerie légère mixte pour former le 9e régiment de hussards[1]

## Chef de corps
- 1852 : colonel Fleury[1]
- 1860 : colonel de Montaigu (it)[1]
- 1866 : colonel prince Murat[1]
- 1870 : colonel de Percin-Northumberlan[1]

## Historique des garnisons, combats et batailles
Le régiment participe à la campagne d'Italie en 1859 et combat à la bataille de Solférino.
Il participe en 1870 à la guerre franco-allemande et, au sein de l'armée du Rhin, combat à la bataille de Rezonville et à celle de Ladonchamps. Il forme un escadron de marche qui participe à la défense de Paris jusqu'en 1871.

## Personnalités ayant servi au régiment des guides de la Garde impériale

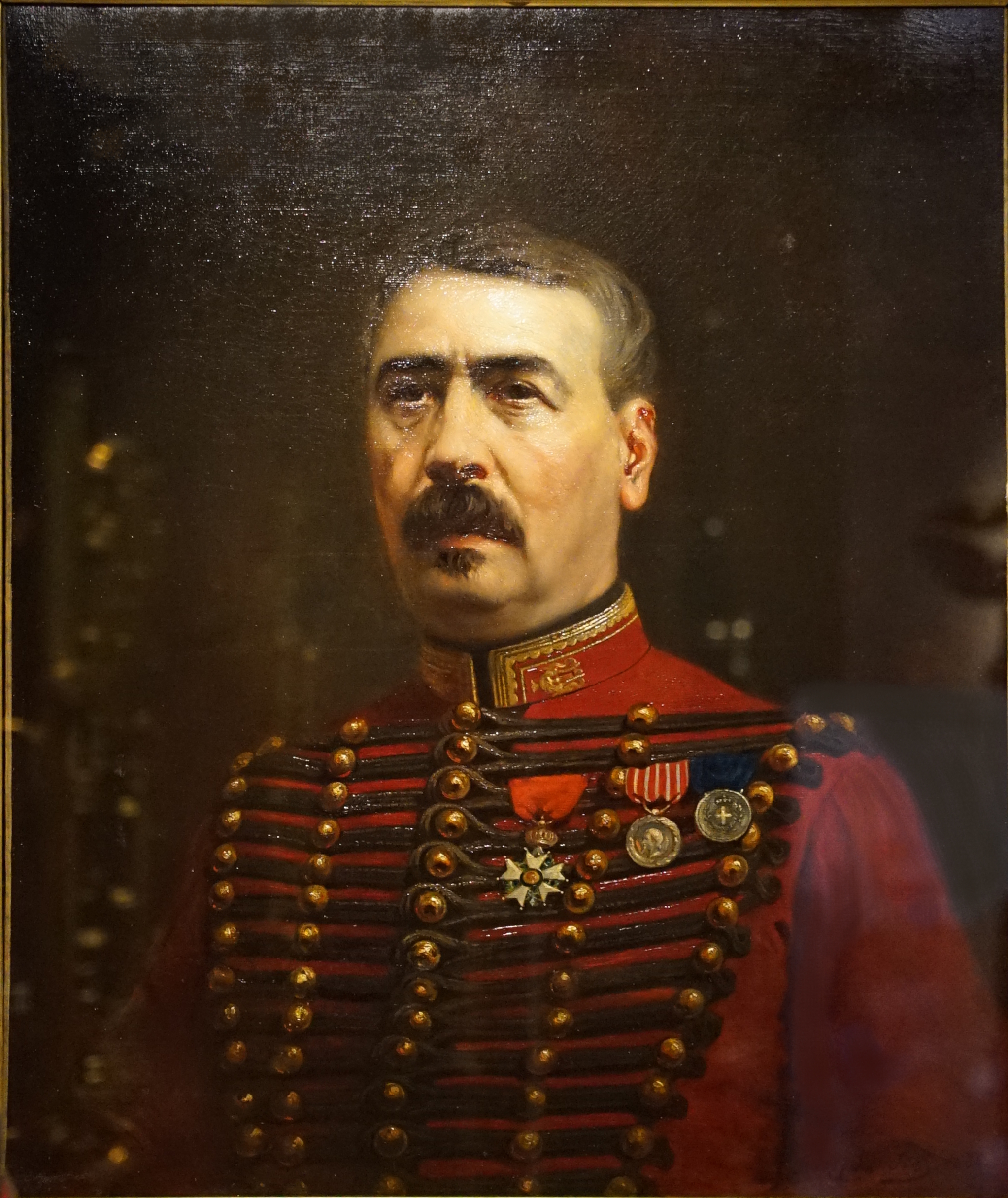
Portrait de Jean-Baptiste Mohr, chef de la musique du régiment des guides.

- Élie de Comminges (1831-1894), écrivain,
- Émile Félix Fleury (1815-1884), général et diplomate, colonel du régiment,
- Gaston de Galliffet (1831-1909), général et ministre de la Guerre sous la Troisième République,
- Frédéric Legrand (1810-1870), général,
- Dick de Lonlay (1845-1893), écrivain et dessinateur,
- Philippe de Massa (1831-1910), militaire et auteur de divertissements théâtraux,
- Jean-Baptiste Mohr (1823-1891), musicien et compositeur,

- Joachim Murat (1834-1901), colonel du régiment.